# Allan Bohlin
Allan Bohlin (5 de noviembre de 1907 – 23 de enero de 1959) fue un actor teatral y cinematográfico de nacionalidad sueca.

## Biografía
Su verdadero nombre era Karl Allan Clarence Bolin, y nació en Estocolmo, Suecia. Bohlin inició su carrera teatral con una gira formando parte de la compañía de Vilhelm Olin en la temporada 1930–1931. En 1930 actuó también para el Teatro Oscar, trabajando igualmente para el teatro de verano Klippans, el Vasateatern, el Konserthusteatern (1931–1932), y el Folkan (1933). En este último tuvo su gran oportunidad con Sverige är räddat, de Erik Lindorm, actuando junto a Isa Quensel bajo la dirección de Sigurd Wallén. 
Karin Swanström había visto dicha obra y, tras ser nombrada jefa de producción de SF Studios, contrató a Bohlin para trabajar en el estudio Filmstaden a partir de 1934 y a lo largo de los años 1940. Allan Bohlin actuó en un total de más de 40 películas, a menudo del género comedia, aunque también desempeñó papeles dramáticos. 
Allan Bohlin se casó en 1937 con la actriz y cantante Ulla Sorbon, la cual falleció en 1941, a los 26 años de edad. Se habían conocido en 1935 en el Teatro på Oscar durante la representación de la opereta La posada del Caballito Blanco, que protagonizaba Max Hansen.
Su gran oportunidad como actor cinematográfico llegó en 1939 con la película Valfångare, en la cual también actuaban Artur Rolén y Oscar Egede-Nissen. Debido al estallido de la Segunda Guerra Mundial, la cinta no llegó a ser expuesta en Estocolmo, en el Chinateatern, hasta el 9 de noviembre de 1939. 
En el año 1943 Allan Bohlin volvió a casarse, siendo su esposa Anna Stina Rosblad. Permanecieron juntos hasta la muerte de él.
Bohlin actuó en 1946 en el primer largometraje dirigido por Ingmar Bergman, Kris. Según Victor Sjöström, Carl Anders Dymling habría impuesto a Ingmar Bergman, contra su voluntad, que Allan Bohlin fuera el protagonista masculino.
En su faceta teatral, en los años 1950 Bohlin actuó en giras con el Riksteatern y trabajó también en Malmö y Gotemburgo. 
Allan Bohlin falleció el 23 de enero de 1959 en el Hospital universitario Karolinska, en Estocolmo, tras una larga enfermedad. Fue enterrado en el Cementerio Norra begravningsplatsen de dicha ciudad.

## Filmografía (selección)
- 1934 : Fasters millioner
- 1934 : Atlantäventyret
- 1934 : Sången till henne
- 1935 : Ungkarlspappan
- 1935 : Under falsk flagg
- 1935 : Valborgsmässoafton
- 1936 : Johan Ulfstjerna
- 1936 : 65, 66 och jag
- 1937 : Klart till drabbning
- 1937 : O, en så'n natt!
- 1937 : Pappas pojke
- 1937 : Ryska snuvan
- 1937 : Familjen Andersson
- 1939 : Åh, en sån grabb!
- 1939 : Landstormens lilla Lotta
- 1939 : Valfångare
- 1939 : Ombyte förnöjer
- 1940 : Stora famnen
- 1940 : Snurriga familjen
- 1941 : Gentlemannagangstern
- 1941 : Lärarinna på vift
- 1941 : Stackars Ferdinand
- 1941 : Tåget går klockan 9
- 1943 : Stora skrällen
- 1943 : Prästen som slog knockout
- 1944 : Lilla helgonet
- 1944 : Sabotage
- 1944 : Nyordning på Sjögårda
- 1945 : Oss tjuvar emellan eller En burk ananas
- 1945 : Moderskapets kval och lycka
- 1946 : Det glada kalaset
- 1946 : Kris
- 1947 : Nattvaktens hustru
- 1948 : Hjältar mot sin vilja
- 1948 : Flottans kavaljerer
- 1948 : En ljusare framtid
- 1950 : Södrans revy
- 1952 : Kronans glada gossar
- 1953 : Terras fönster nr 7
- 1954 : De röda hästarna
- 1954 : Flicka utan namn
- 1956 : På heder och skoj
- 1956 : Den tappre soldaten Jönsson
- 1956 : Det händer på skogen

## Teatro
- 1933 : Sverige är räddat, de Erik Lindorm, dirección de Sigurd Wallén, Folkan
- 1933 : En kvinna med flax, de Brita von Horn, dirección de Per-Axel Branner, Folkan[4]
- 1935 : La posada del Caballito Blanco, de Hans Müller, Ralph Benatzky y Kar de Mumma, dirección de Max Hansen, Teatro Oscar
- 1939 : Katten i säcken, de Ladislaus Szilagyi y Michael Eisemann, dirección de Emanuel Gregers, Vasateatern[5]
- 1941 : Hatten av för folket, de Einar Molin, Gardar Sahlberg y Henry Charles, dirección de Ragnar Klange, Folkets hus teater

## Discografía
- 58 Karlsson / Emy Hagman / (Sune Waldimirs) Orkester (Insp. 07.01.1941) / X 6510 /
- Möt lyckan på halva vägen (ur Södrans nyårsrevy 1941 "Flaggan i topp") / Södra teaterns orkester (Insp. 07.01.1940) / X 6511 /
- När kvällens skuggor falla (ur Södrans nyårsrevy 1941 "Flaggan i topp") / Margita Sylvén - Systrarna Sorbon / Södra teaterns orkester (Insp. 07.01.1940) / X 6511 /